# 대흥초등학교 (경남)
대흥초등학교는 대한민국 경상남도 고성군에 있는 공립 초등학교이다.

## 학교 연혁
- 1939년 4월 17일: 대가 제2공립심상소학교 개교
- 1941년 4월 1일: 대가 제2공립국민학교 개교

## 참고 자료
- 대흥초등학교 - 한국교육학술정보원 학교알리미